# کنگره آزادی عراق
کنگره آزادی عراق (به عربی: مؤتمر حرية العراق) یک سازمان سیاسی سوسیالیست لیبرترین، ترقی‌خواه، دموکراتیک و سکولاریست است. این کنگره در سال ۲۰۰۵ توسط گروه‌های کارگری، گروه‌های زنان، دانشجویان و گروه‌های محلات تشکیل شد که دغدغۀ مسائلی از قبیل خشونت فرقه‌ای، بعثیسم، اسلام‌گرایی، ملی‌گرایی و همچنین اشغال عراق توسط آمریکا را داشتند.
کنگرۀ آزادی در اعتراضات و مسائلی مانند امنیت در دوران پس از اشغال و بازرسی‌ها فعال بود.

## کانال ۶
کنگرۀ آزادی شبکه‌ای تلویزیونی را با نام سنا تی‌وی اداره می‌کرد. این شبکۀ تلویزیونی برای مدتی برنامه‌های خود را به صورت مشترک با تلویزیون پرتو متعلق به حزب حکمتیست از ایران بر روی یک کانال به نام کانال ۶ پخش می‌کرد.